# 克利姆峰
47°21′6″N 10°30′22″E / 47.35167°N 10.50611°E

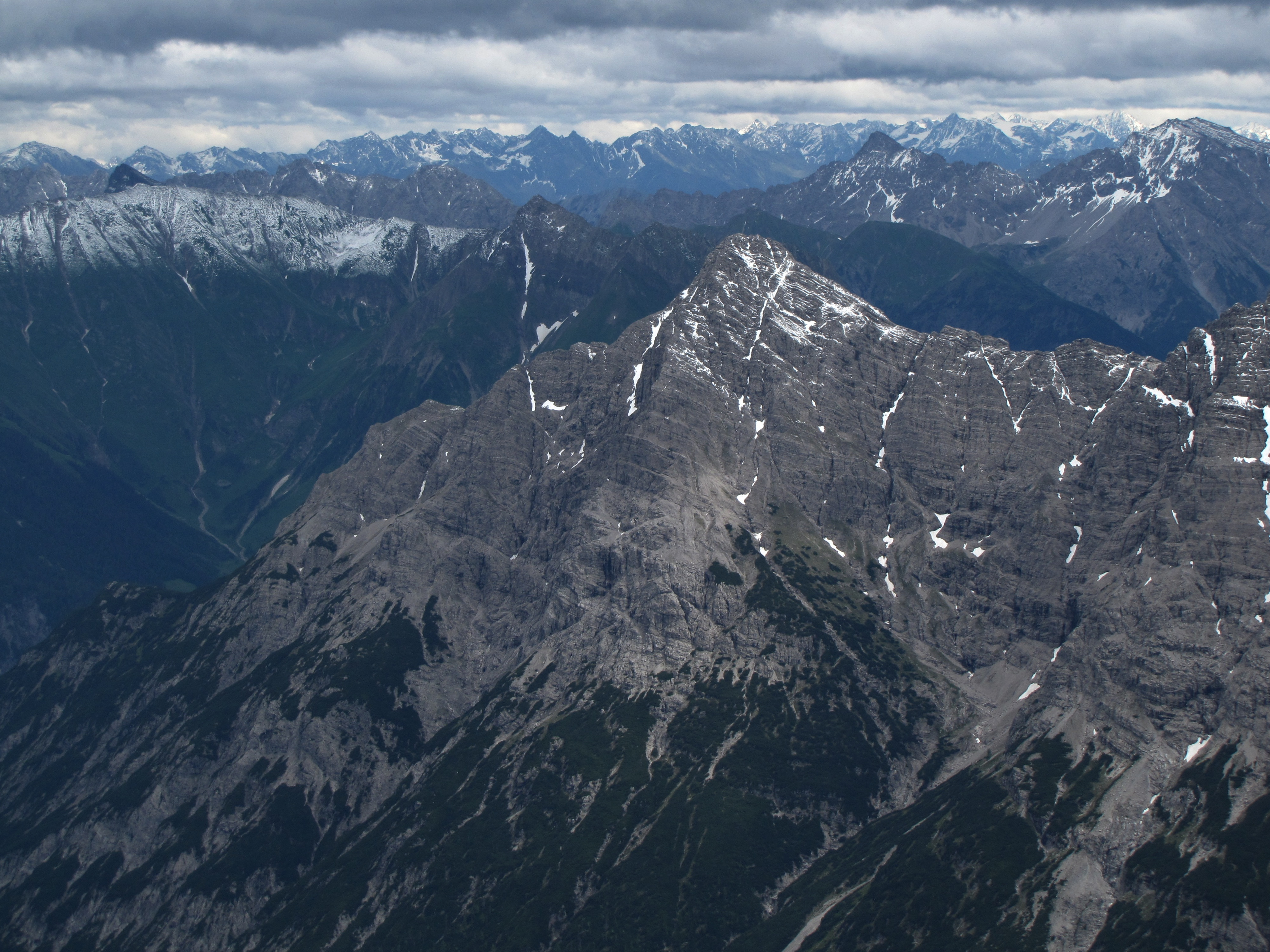

克利姆峰（德語：Klimmspitze），是奧地利的山峰，位於該國西部，由蒂羅爾州負責管轄，屬於阿爾高阿爾卑斯山脈的一部分，海拔高度2,464米，每年平均降雨量1,698毫米。